# Narciso de Álvarez-Cuevas y de Tord
Narciso de Álvarez-Cuevas y de Tord (Villafranca del Panadés, 31 de julio de 1812) fue un noble y militar español, destacado por sus acciones en las guerras carlistas a favor de la reina Isabel II.

## Biografía
Nació en Villafranca del Panadés (Barcelona) el 31 de julio de 1812, en el seno de una prominente familia. Fue hijo de Juan de Álvarez-Cuevas y de Viard y de María Felipa de Tord y de Padró, hija de José de Tord y de Llaurador, caballero del Principado de Cataluña; y primo de Manuel María de Navia-Osorio y de Álvarez-Cuevas, ix marqués de Santa Cruz de Marcenado, que fue diputado en Cortes.
A excepción del hereu, todos sus hermanos optaron por la carrera militar, resultando todos ellos condecorados con la Real y Militar Orden de San Fernando y con la Real Orden de Isabel la Católica.
El 18 de abril de 1833 ingresó en el cuerpo de Guardias de la Real Persona al servicio del rey Fernando VII. Pocos meses después, fallecido el monarca, se desencadenó la primera guerra carlista, en la que Narciso de Álvarez-Cuevas desempeñó numerosas operaciones en contra de los carlistas en la provincia de Burgos.
En 1836 obtuvo el empleo de subteniente de Infantería, siendo destinado al Regimiento de Córdoba, con el que combatió en Villarreal de Álava. Por antigüedad, fue ascendido a teniente ese mismo año. Asimismo, se le concedió una Cruz de San Fernando de primera clase por sus méritos en las acciones de Escaro, Brihuega y Villarrobledo.
En 1837 ganó su segunda Cruz de San Fernando de primera clase, en reconocimiento a su actuación en las acciones de Erice y Larráinzar, y en las batallas de Huesca, Barbastro y Gra.
En 1838 fue ascendido a capitán por méritos de guerra, estando en el Regimiento de Valencia. Con dicho regimiento, estuvo presente en las batallas de Sotoca, Úbeda y Baeza. Sin embargo, su ascenso vino motivado por la sorpresa de Béjar, ocurrida el 3 de mayo, en la que Narciso de Álvarez-Cuevas tomó al asalto la casa en la que se alojaba el general en jefe enemigo, haciendo veinticinco prisioneros entre su guardia personal, así como un teniente coronel y veintisiete oficiales en unas casas próximas. Ese mismo año asistió también al sitio de Morella, durante el que cayó gravemente herido por bala de fusil.
En enero de 1839 fue hecho prisionero, y un año más tarde, canjeado, volviendo enseguida a campaña y combatiendo un año después en Novaliches, tomando parte en el sitio y toma del castillo de Aliaga.
Durante los años siguientes persiguió a contrabandistas por la Serranía de Ronda y prestó servicio de guarnición en Valencia y Cataluña.
En 1843 fue ascendido a segundo comandante por gracia general y destinado al Regimiento de San Fernando, del que muy poco después pasó al de la Reina, hallándose en los sitios de las plazas de Zaragoza y Barcelona, siendo recompensado con el ascenso a primer comandante por méritos de guerra. Asimismo, ese mismo año se le concedió la Real Orden de Isabel la Católica por Real Orden de 30 de octubre.
En 1845 se le confió el mando de una columna para operar en Cataluña contra los emigrados y fue trasladado al Regimiento de Zaragoza, con el que al año siguiente combatió a las facciones carlistas del principado.
Fue nombrado comandante general del Bajo Ebro en 1847, continuando en campaña hasta la finalización de la guerra, durante la que ganó dos Cruces de San Fernando de primera clase por los servicios prestados en Cataluña contra las facciones carlistas.
En 1848 se le concedió Real Licencia para contraer matrimonio con Agustina de Castellví y de Doménech, natural de Reus. Fruto del matrimonio nacieron al menos dos hijos: Felipe y María del Pilar.
En los años siguientes, Narciso de Álvarez-Cuevas guarneció diversas plazas. Fue destinado al Regimiento del Príncipe en 1851 y un año más tarde pasó a la situación de expectación de retiro y, posteriormente, a la de reemplazo, en la que se encontraba en 1854 al ser ascendido a teniente coronel por gracia general, continuando de reemplazo hasta que en 1858 se le concedió destino en el Regimiento de Galicia, de guarnición en Leganés, concediéndosele en ese mismo año el retiro para Vinebre.